# 地圖混亂地域

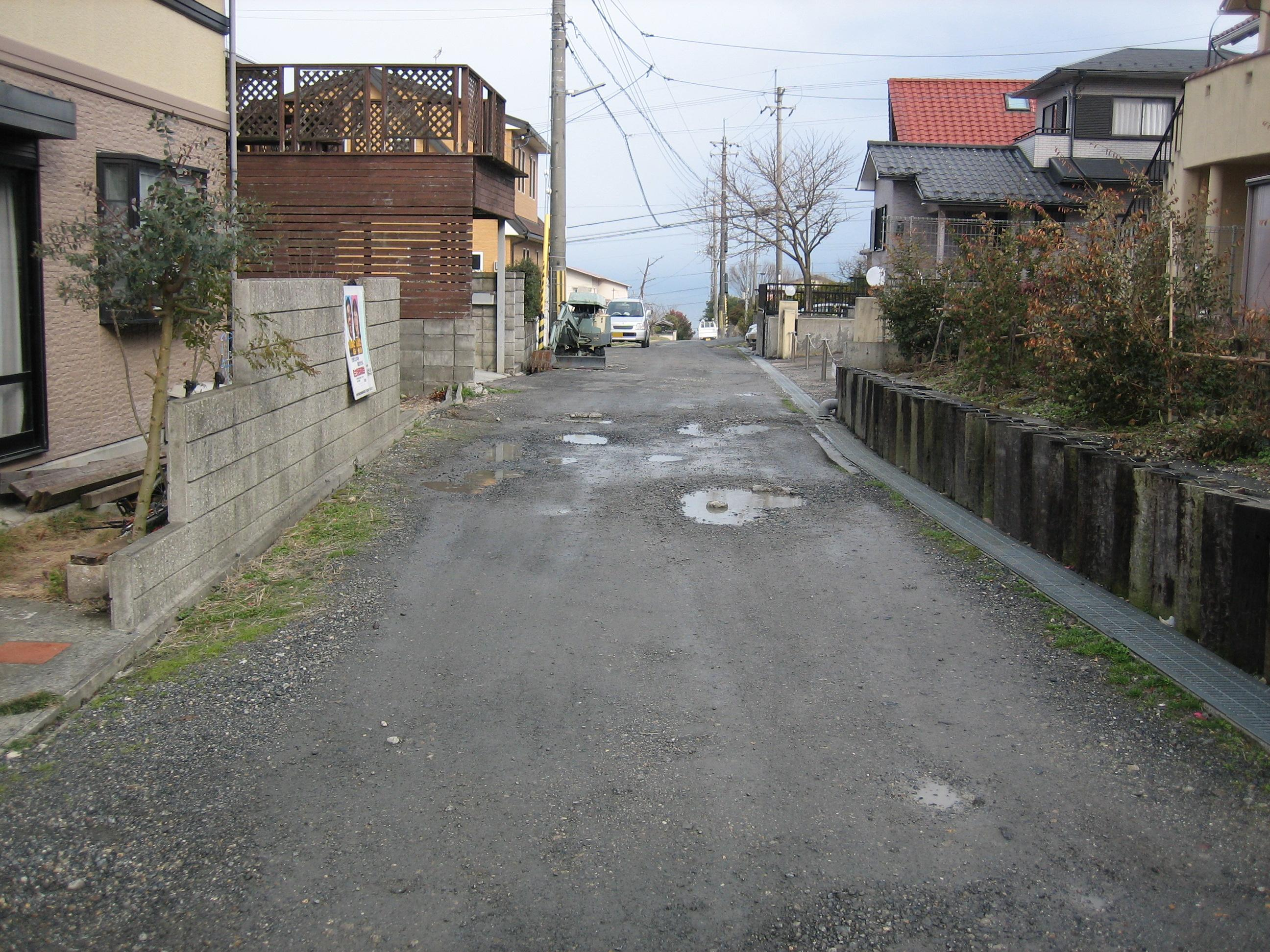
位於地圖混亂地域中的住宅區，圖為日本滋賀縣大津市住吉台 (大津市)地區，當地政府未善盡道路養護責任，路面崎嶇不平

地圖混亂地域是指在日本的一些地區，其實際狀況與在不動產登記事項証明書或在法務局（地政事務所）登記的地圖所記載的土地位置或形状不一致的地區。

## 概要
這種現象發生的原因有諸如「該土地的登記記録人與實際使用人並非一人，且由於兩者之間關係不明，該土地的所有人是誰因而不明」（所有者不明），「雖有登記記録的地號，但具體位置是否存在不得而知」（不存在地點）、「同一片土地有多次登記記録，哪個是正確的不得而知」（重複登記）等例子。而發生原因被認為是以下幾種情況導致的。
*雖因修建房屋而進行了登記，但登記所對應的土地的位置區劃和地圖與實際不同。
- 隨著自作農創設特別措置法的實施，未有用意被強制處分的農地的地圖導致。
- 由民間進行的土地區劃整理事業半途而廢，雖為進行登記手續卻改變了當地的形状。
- 受洪水、地震、山崩等自然災害影響導致土地変形。
- 過去因軍用地而被強制購買的民有地在境界不明的狀態下返還，但恢復至原状已不可能。
- 地圖在製作時就沒有反應當地土地的位置區劃。

在這些地區，因地圖與實際狀況不符而給當地居民的財產權及生活環境帶來了顯著的負面影響。
*難以進行土地買賣和以土地為担保的融資。
- 一片土地擁有多個登記記録的情況，由於所有人不止一個，引發所有權之爭。
- 由於地圖實際情況不明，因而無法進行住居表示，導致郵包頻繁送錯地址。
- 無法劃定官民境界，因而其境內的道路無法被視為由自治體管理的道路，而地區內的私人道路也無法由自治体進行道路整修及公共下水道的鋪設。
- 由於不知道正確的土地面積，因而無法正確徵收固定資產稅 。

2002年時，全日本約有750個地區，約820平方公里的土地是地圖混亂地域。

## 脚注

### 出典
1. ↑  森下1995 p.103
2. 1 2  民主党 地籍調査・登記所備付地図整備の促進策に関する提言PDF
3. ↑  第162回衆議院予算委員会第三分科会2号 平成16年3月2日 法務省民事局長 房村精一 （発言者番号31）、議事録については国会議事録検索システム （页面存档备份，存于）を参照
4. ↑  調査士会 p.188
5. ↑  .   [2011-12-21]. （原始内容存档于2009-05-29）.
6. ↑  .   [2011-12-21]. （原始内容存档于2014-10-06）.
7. ↑  第162回参議院法務委員会9号 平成17年4月5日 法務省民事局長 寺田逸郎（発言者番号252）、第174回衆議院法務委員会5号 平成22年3月26日 法務副大臣 加藤公一（発言者番号21）

## 外部連結
- 住吉台 地番整理協議会 （日語）
- 国土交通省 国土調査課 19世紀の遺産 公図と地籍図の対比例（页面存档备份，存于） （日語）
- 国土交通省 土地･水資源局 地籍調査Webサイト（页面存档备份，存于） （日語）
- 日本土地家屋調査士会連合会 ADR境界問題相談センター （日語）
- 神戸大学付属図書館 『震災から復興への記録 土地家屋調査士の活動と地元復興への足跡』（页面存档备份，存于） （日語）
- 川崎市建設緑政局 道路 公図混乱はこのように解消されます! （日語）
- 北九州国道事務所 字図混乱地域を集団和解により解決した事例PDF （日語）
- 大分県公共嘱託登記土地家屋調査士協会 大分県公共嘱託登記土地家屋調査士協会　地図混乱地区の地図訂正PDF （日語）